# 2029
Rok 2029 / MMXXIX
stulecia: XX wiek ~
XXI wiek ~
XXII wiek

dziesięciolecia:
1990–1999 •
2000–2009 •
2010–2019 •
2020–2029

lata: 2019 «
2024 «
2025 «
2026 «
2027 «
2028 «
2029
» 2030
» 2031
» 2032
» 2033
» 2034
 

## Wydarzenia astronomiczne
- 13 kwietnia – asteroida 99942 Apophis przeleci w pobliżu Ziemi[1]
- 26 czerwca − całkowite zaćmienie Księżyca. Saros nr 130.

## Święta ruchome
- Tłusty czwartek: 8 lutego[2]
- Ostatki: 13 lutego
- Popielec: 14 lutego
- Niedziela Palmowa: 25 marca
- Wielki Czwartek: 29 marca
- Wielki Piątek: 30 marca
- Wielka Sobota: 31 marca
- Wielkanoc: 1 kwietnia
- Poniedziałek Wielkanocny: 2 kwietnia
- Wniebowstąpienie Pańskie: 13 maja
- Zesłanie Ducha Świętego: 20 maja
- Boże Ciało: 31 maja